# Pleasant Plain (Ohio)
Pleasant Plain é uma vila localizada no estado norte-americano de Ohio, no Condado de Warren.

## Demografia
Segundo o censo norte-americano de 2000, a sua população era de 156 habitantes.
Em 2006, foi estimada uma população de 167, um aumento de 11 (7.1%).

## Geografia
De acordo com o United States Census Bureau tem uma área de
0,3 km², dos quais 0,3 km² cobertos por terra e 0,0 km² cobertos por água. Pleasant Plain localiza-se a aproximadamente 280 m acima do nível do mar.

## Localidades na vizinhança
O diagrama seguinte representa as localidades num raio de 12 km ao redor de Pleasant Plain.